# Soome (Antsla)
Soome – wieś w Estonii, w prowincji Võru, w gminie Antsla.